# Bat Yam

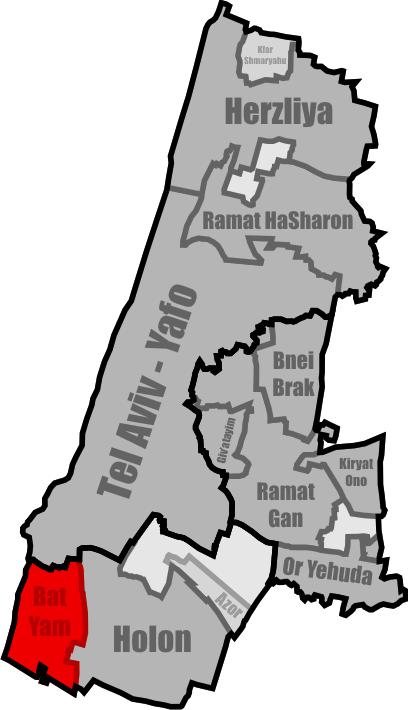
Ligging van gemeente Bat Yam in het district Tel Aviv

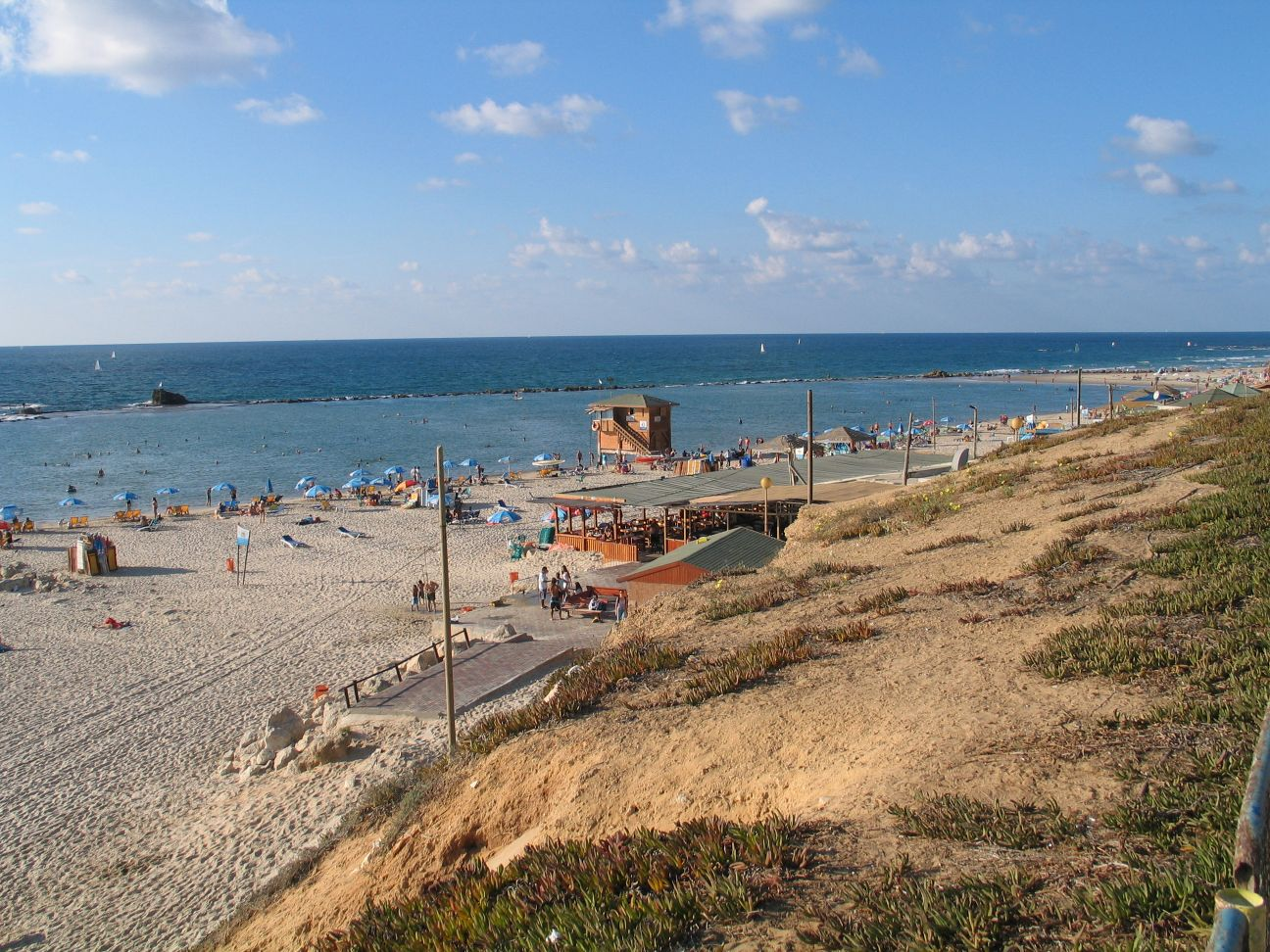
Waar Bat Yam in Israël bekend om staat: het strand

Bat Yam (Hebreeuws: בת ים – zeedochter) is een Israëlische kuststad en een zuidelijke voorstad van Tel Aviv.
De stad telt ongeveer 165.000 inwoners (2022) en geldt als de dichtstbebouwde stad van Israël. Oorspronkelijk was de naam Bayit VeGan (בית וגן - huis en tuin) maar in 1937 werd dat gewijzigd in Bat Yam. 
Bat Yam werd in 1926 gesticht, kreeg in 1936 de status van kleine gemeente (Mo'atza Mekomit) en - dankzij een grote bevolkingstoename na de Israëlische onafhankelijkheid - in 1958 de status van grote gemeente of stadsstatus (Iriya). 

## Demografie
De meeste inwoners van Bat Yam zijn Joods, waaronder aanzienlijke gemeenschappen van Marokkaanse en Turkse immigranten. Ook woont er een kleine groep Vietnamese bootvluchtelingen. In de jaren 1990 vestigden zich in de stad veel Joden uit de voormalige Sovjet-Unie, waardoor de verhoudingen tussen bevolkingsgroepen enigszins veranderden. 
De verhouding tussen de seksen was 1101 vrouwen op iedere 1000 mannen in december 2001.

## Economie, toerisme en vervoer
Het sociaaleconomisch profiel van de inwoners is nog maar net boven het gemiddelde op Israëlische schaal (6 uit 10). Inwoners werken veelal als forenzen in Tel Aviv en in andere aangrenzende steden (Holon, Rishon LeZion), alsook in de plaatselijke dienstverlening, bijvoorbeeld in de toerisme-industrie. 
Het kustgedeelte wordt behalve door de lange stranden gekenmerkt door de Adamsrots; dit is een klip die een eind de Middellandse Zee insteekt. Het toerisme in Bat Yam is sterk afhankelijk van deze riante stranden en het warme klimaat, met een verkoelend briesje langs de kust. Langs het strand ligt een promenade en staan hotels, cafés, restaurants en enkele nachtclubs. Bat Yam ligt bijzonder gunstig ten opzichte van de oude havenstad Jaffa, het gedeelte van Tel Aviv dat aan Bat Yam grenst en de rest van Tel Aviv.
De gemeente beschikt over twee treinstations.

## Musea
- Ben Arimuseum, afwisselende tentoonstellingen
- Holocaustmuseum
- Museum van Bat Yam, moderne kunst
- Rybackmuseum, bevat werken van de kunstenaar Issachar Ber Ryback
- Sjolem Aschmuseum, ter nagedachtenis van de Jiddische schrijver Sjolem Asch

## Religie
In de wijk Kiryas Bobov is het Israëlische hoofdkwartier van de chassidische beweging Bobov gevestigd.

## Sport
Bat Yam had een eigen voetbalclub, Maccabi Ironi Bat Yam F.C. die in de Liga Leumit speelde. De club werd in augustus 2014 ontbonden.
Het strand Al Gal wordt als een van de beste surfstranden van het Midden-Oosten beschouwd.

## Politiek
Vanwege financiële schandalen leek Bat Yam in de eerste jaren van de 21e eeuw op een bankroet af te stevenen maar dat werd afgewend door investeringen in onderwijs, cultuur en aanschijn van de stad.

## Stedenbanden
- Antalya (Turkije)
- Aurich (Duitsland)
- Berlin-Neukölln (Duitsland)
- Kragujevac (Servië)
- Kutno (Polen)
- Livorno (Italië)
- Salinas (Ecuador)
- Valparaíso (Chili)
- Villeurbanne (Frankrijk)

## Foto's

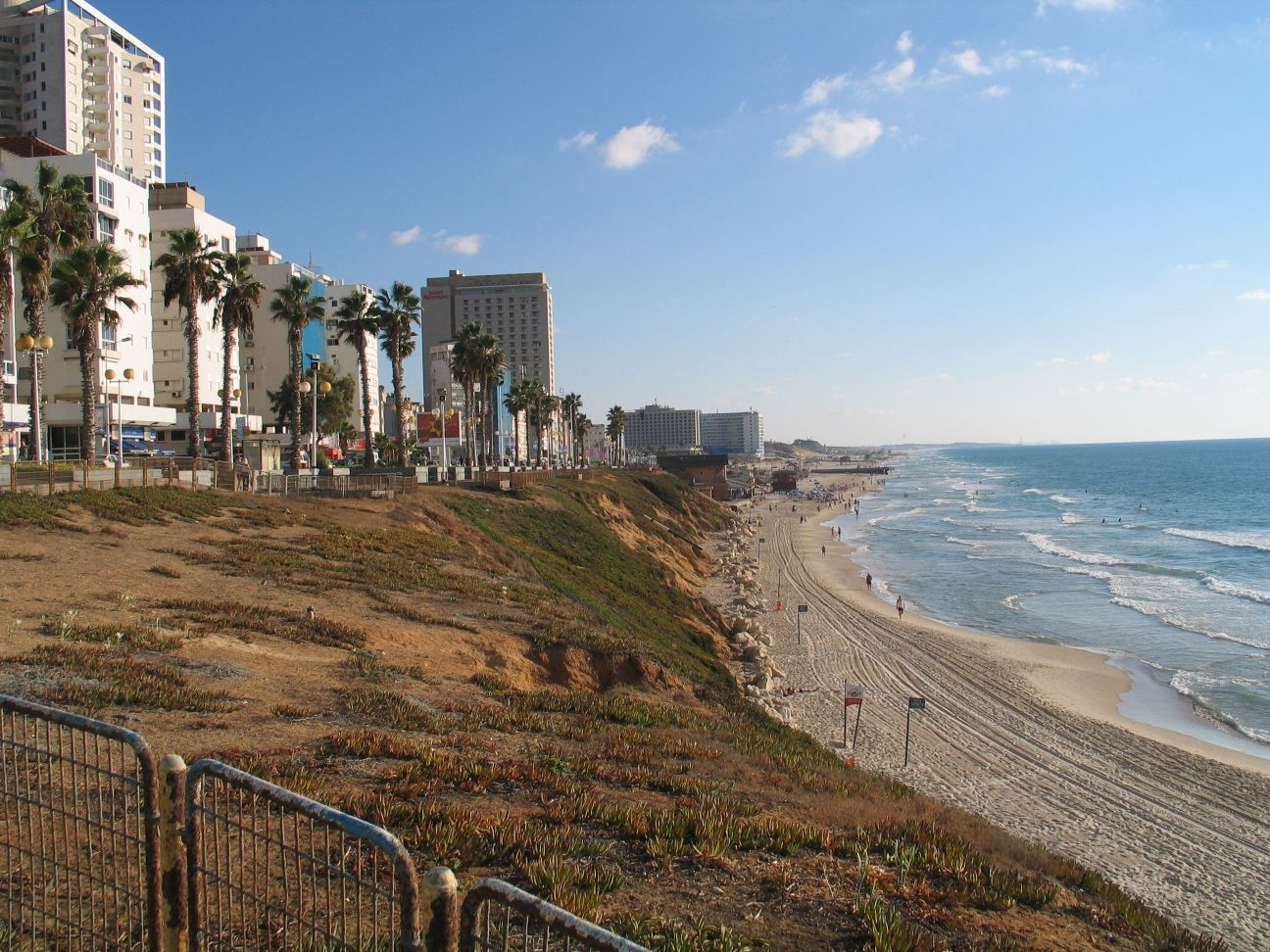
Strand met flats
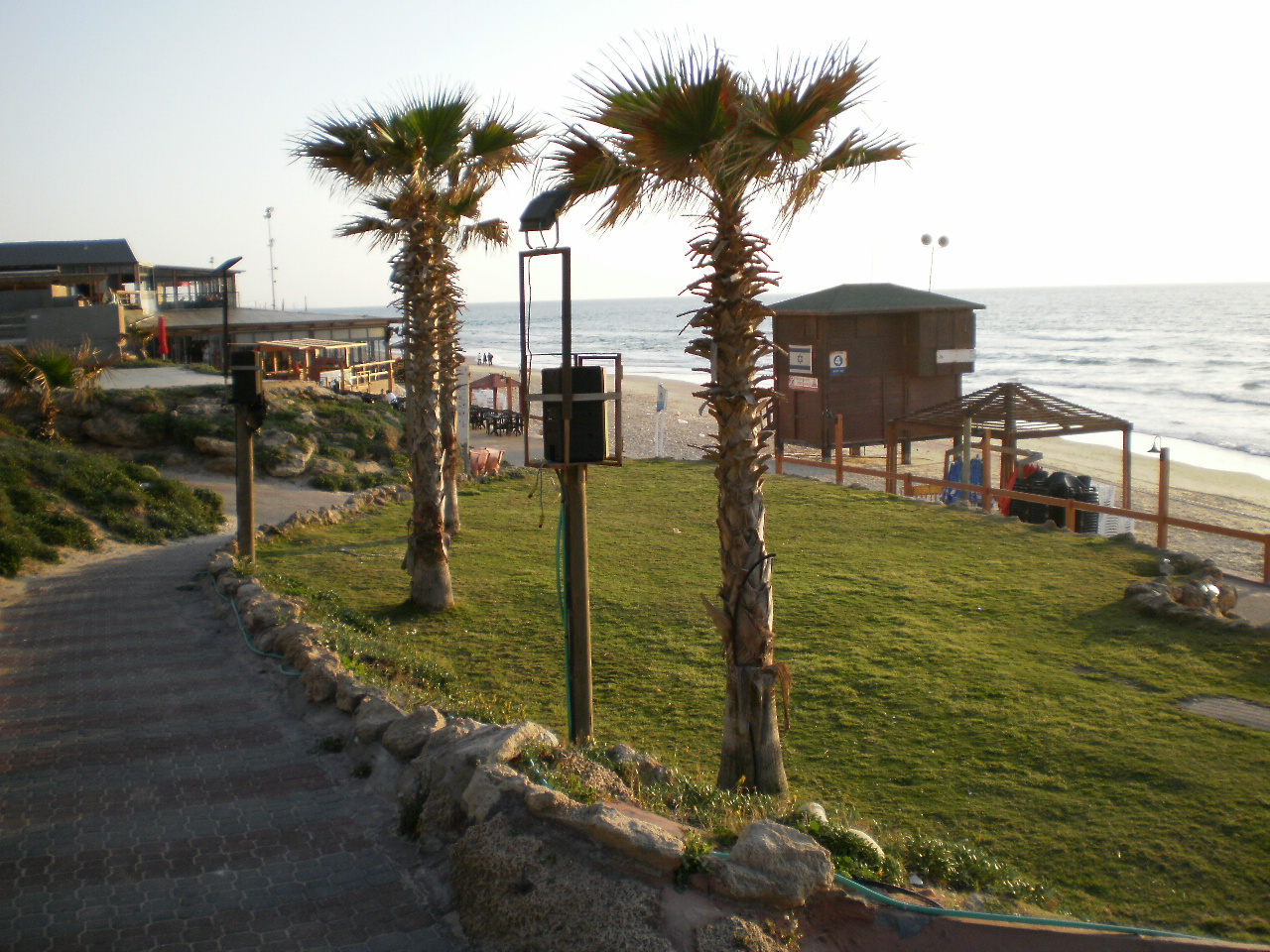
Strand met palmen
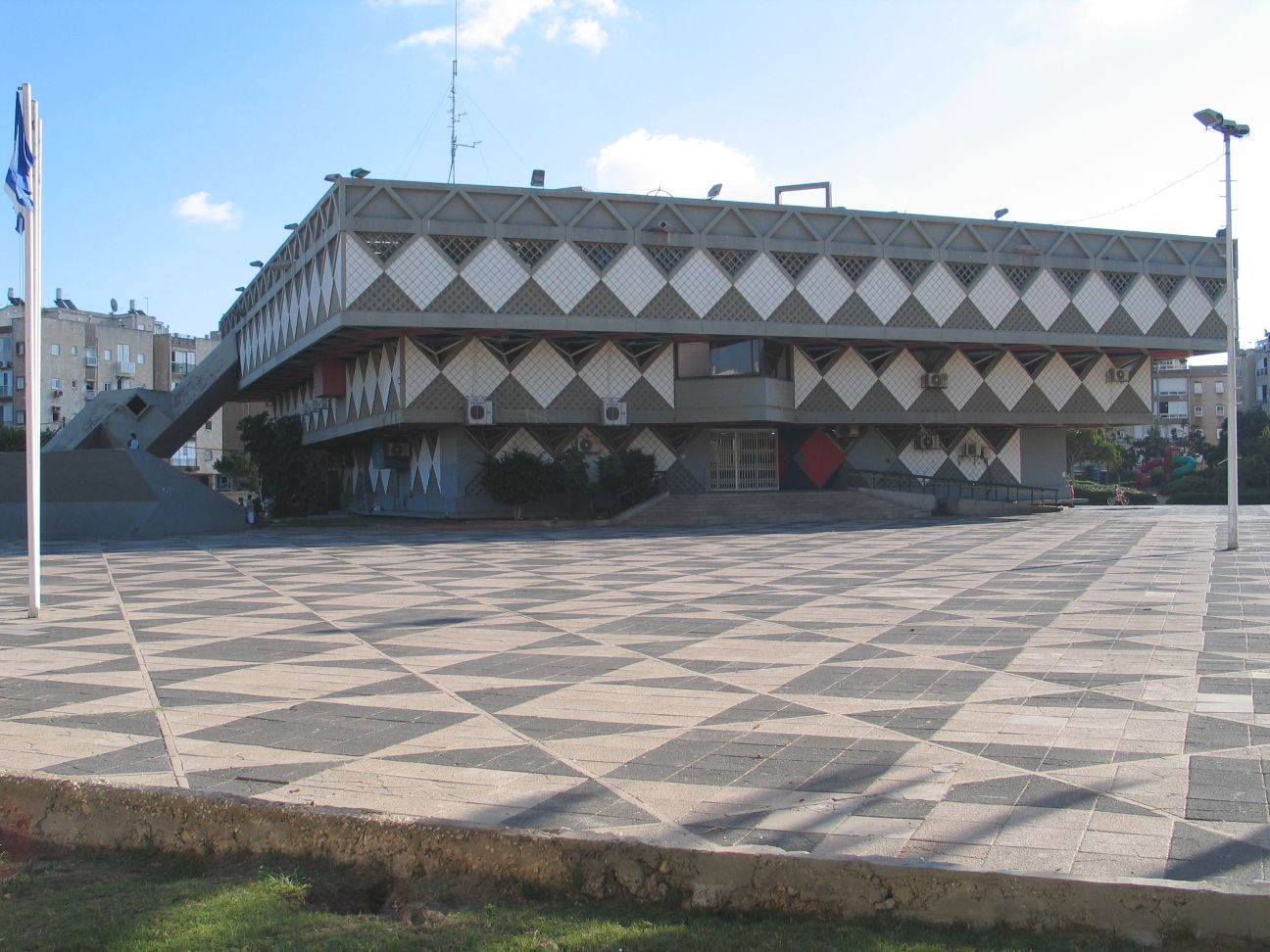
Gemeentehuis (bouwjaar 1963)
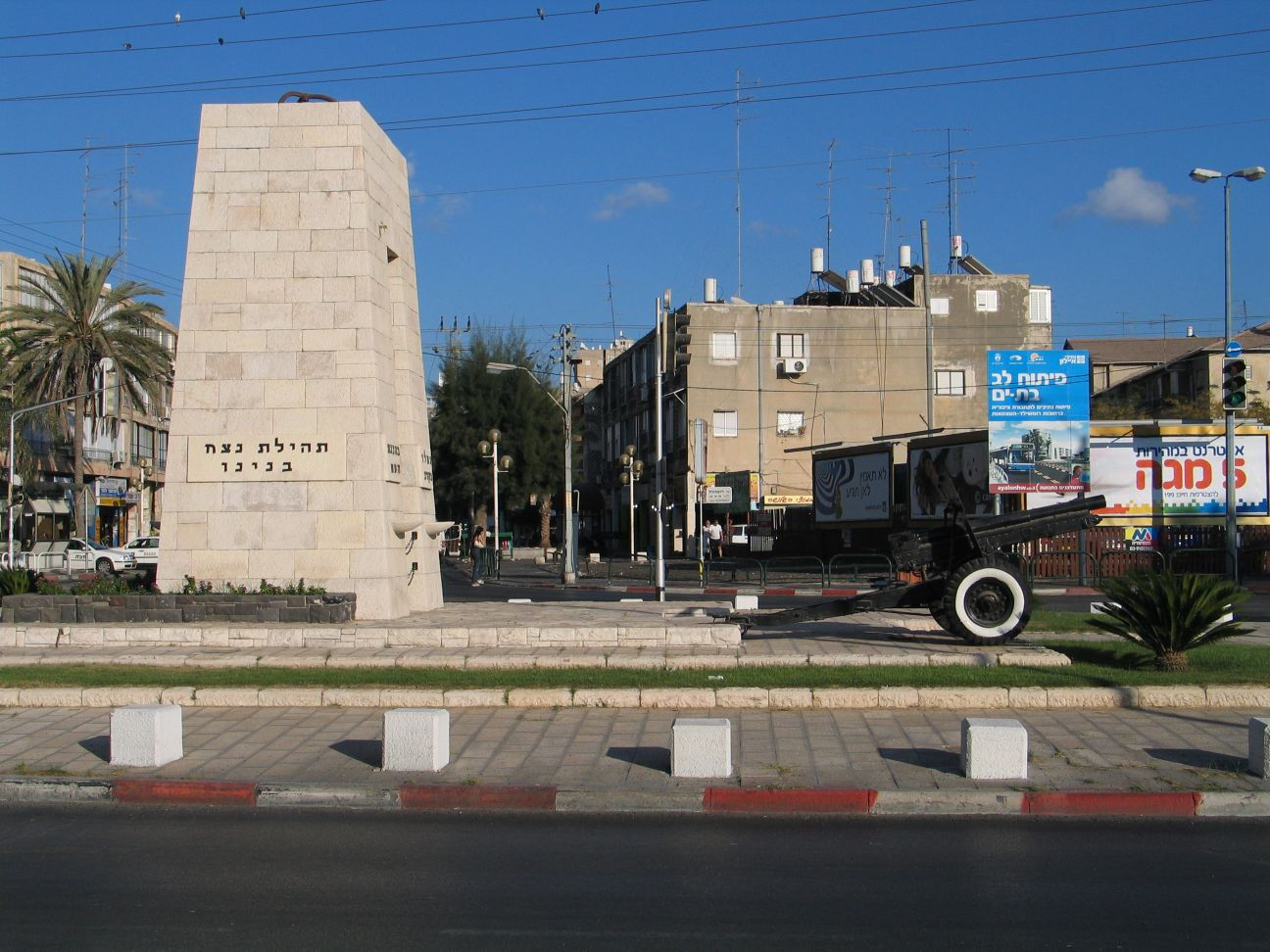
Monument en wat typerende huizen
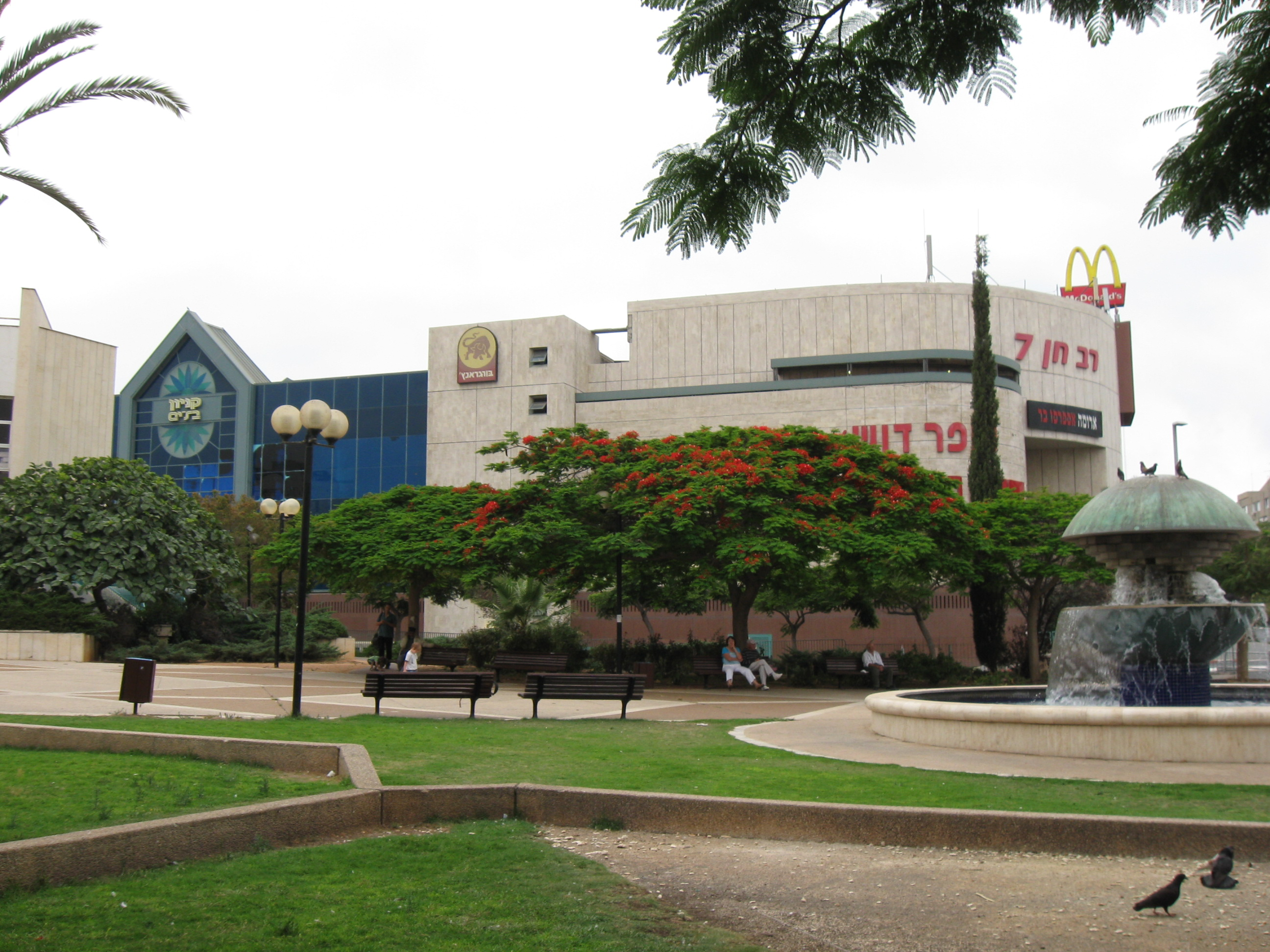
Winkelcentrum Kenyon Bat Yam
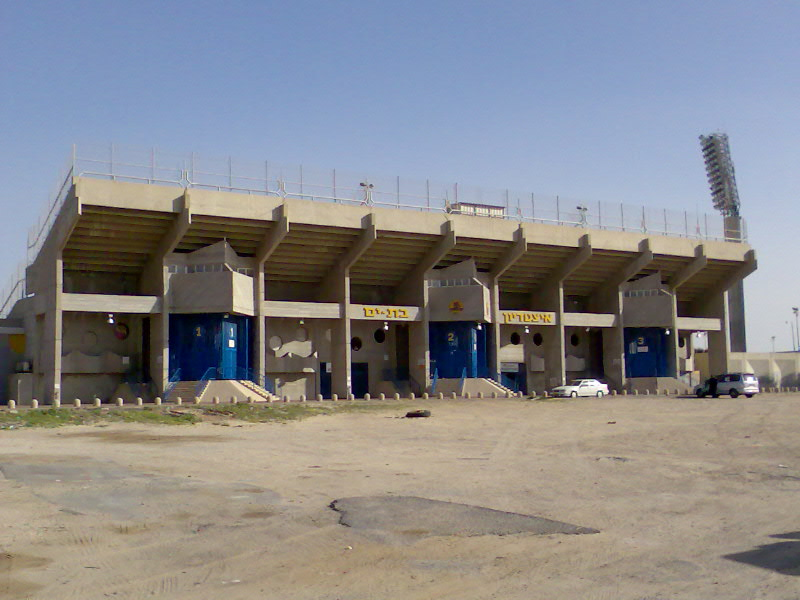
Bat Yam Gemeentelijk Stadion